# Sicarius spatulatus
Sicarius spatulatus là một loài nhện trong họ Sicariidae. S. spatulatus được miêu tả năm 1900 bởi Reginald Innes Pocock.